# Līga Dekmeijereová
Līga Dekmeijereová (* 21. května 1983 v Rize, Lotyšsko, tehdy Sovětský svaz) je současná lotyšská profesionální tenistka.
Ve své dosavadní kariéře vyhrála 1 turnaj WTA ve čtyřhře.

## Finálové účasti na turnajích WTA (5)

### Čtyřhra – výhry (1)
| Legenda                     |
| Kategorie Tier III (1)      |
| Kategorie Premier (0)       |
| Kategorie International (0) |

| Č. | Datum         | Turnaj              | Povrch | Partnerka       | Soupeřky ve finále                 | Výsledek |
| 1. | 17. únor 2008 | Viña del Mar, Chile | antuka | Alicja Rosolská | Maria Korytcevová Julia Schruffová | 7–5, 6–3 |

### Čtyřhra – prohry (4)
| Legenda                |
| Kategorie Tier III (2) |
| Kategorie Tier IV (1)  |
| Kategorie Premier (1)  |

| Č. | Datum            | Turnaj                 | Povrch | Partnerka            | Vítězky                                  | Výsledek        |
| 1. | 6. listopad 2005 | Québec, Kanada         | tvrdý  | Ashley Harkleroadová | Anastasia Rodionovová Jelena Vesninová   | 6–74, 6–4, 6–2  |
| 2. | 13. leden 2006   | Canberra, Austrálie    | tvrdý  | Claire Curranová     | Marta Domachowska Roberta Vinciová       | 7–65, 6–3       |
| 3. | 21. červen 2008  | 's-Hertogenbosch, Niz. | tráva  | Angelique Kerberová  | Marina Erakovićová Michaëlla Krajiceková | 6–3, 6–2        |
| 4. | 19. duben 2009   | Charleston, USA        | antuka | Patty Schnyderová    | B. Matteková-Sandsová Naďa Petrovová     | 6–75, 6–2, 11–9 |

## Fed Cup
Līga Dekmeijereová se zúčastnila 9 zápasů ve Fed Cupu za tým Lotyšska s bilancí 1–4 ve dvouhře a 6–2 ve čtyřhře.

## Postavení na žebříčku WTA na konci sezóny

### Dvouhra
| Rok    | 1999 | 2000   | 2001   | 2002   | 2003   | 2004   | 2005   | 2006   | 2007   | 2008   | 2009   |
| Pořadí | 772. | ▲ 602. | ▲ 459. | ▲ 288. | ▼ 508. | ▲ 445. | ▲ 372. | ▲ 353. | ▼ 470. | ▼ 536. | ▼ 842. |

### Čtyřhra
| Rok    | 2001 | 2002   | 2003   | 2004   | 2005  | 2006  | 2007   | 2008  | 2009  |
| Pořadí | 260. | ▲ 203. | ▲ 174. | ▲ 150. | ▲ 85. | ▼ 95. | ▼ 129. | ▲ 75. | ▲ 67. |